# Iago garricki
Iago garricki är en hajart som beskrevs av Pierre Fourmanoir och Rivaton 1979. Iago garricki ingår i släktet Iago och familjen hundhajar. Inga underarter finns listade i Catalogue of Life.
Arten förekommer i havet kring Filippinerna, Java, norra Australien och fram till Vanuatu. Den vistas i regioner som ligger 250 till 475 meter under havsytan. Exemplaren blir upp till 75 cm långa och de blir könsmogna vid en längd av 55 cm. Honor lägger inga ägg utan föder 4 till 5 levande ungar som utvecklas med hjälp av en gulesäck. De är vid födelsen 25 cm långa.
I Sydostasien sker måttligt fiske på arten. Längre österut hamnar några exemplar som bifångst i fiskenät. Hela populationen antas vara stor. IUCN kategoriserar arten globalt som livskraftig.